# Anthems for the Could've Bin Pills
Anthems for the Could've Bin Pills è un album della rock band canadese KC Accidental edito nel 2000. È il loro secondo album e molti lo considerano la seconda parte del loro primo lavoro  Captured Anthems for an Empty Bathtub, ritenendo che essi formino insieme un unico progetto artistico composto da 12 tracce (6+6). Questa ipotesi è avvalorata dal fatto che la tracklist riportata sull'album annuncia sei tracce fantasma denominate unknown ("sconosciuto" in lingua inglese) prima della settima, che è la prima realmente esistente.
Hanno contribuito a questo album anche Jason Collett, Evan Cranley, Emily Haines, Jason McKenzie, Jessica Moss, James Payment, Bill Priddle, James Shaw e Justin Small, partecipi del progetto Broken Social Scene.

## Tracce
Tutti i brani sono stati composti da Kevin Drew e da Charles Spearin.
1. unknown
2. unknown
3. unknown
4. unknown
5. unknown
6. unknown
7. Instrumental Died in the Bathtub and Took the Daydreams With It - 8:53
8. Residential Love Song - 4:55
9. Silver Fish Eyelashes - 8:45
10. Ruined in 84 - 3:11
11. Them (Pop Song #3333) - 7:12
12. Is and Of The - 12:43